# Африкан Старз
Африкан Старз Футбол Клуб або просто Африкан Старз (англ. African Stars Sports Club) — професіональний футбольний клуб з Намібії, який представляє місто Віндгук. Зараз клуб виступає в Прем'єр-лізі Намібії.

## Історія
Футбольний клуб «Африканс старз» було засновано в 1952 році в столиці Намібії, місті Віндгук, внаслідок злиття двох клубів — "Ювенілс" та "Янг Стандарт". 
Команда виграла Кубок Мейнтсей в 1980, 1981 і 1984 роках, в той же час в попередні рокки клуб переміг у Кубку Дейва, «Castle Classic» та «Metropolitan Champ of Champs Cup».
Клуб був виключений зі змагань в Прем'єр-лізі Намібії через неспортивну поведінку в сезоні 2013/14 років на сезони 2014/15 і 2015/16 років. Сезон 2016/17 років клуб може почати в Першому дивізіоні Намібії. Але 27 серпня 2014 року це рішення було скасоване. 

## Досягнення
- Прем'єр-ліга: 4

 Чемпіон 2008/09, 2009/10, 2014/15, 2017/18
- Кубок Намібії Бідвест: 4

 Переможець 2007, 2010, 2013, 2014
- Суперкубок Намібії: 1

 Переможець 2015
 Фіналіст 2015
- Кубок Доктора Хейджа Гангоба

 Фіналіст 2014, 2015

## Виступи в континентальних турнірах під егідою КАФ
| Сезон | Турнір                 | Раунд      | Клуб           | Вдома | На виїзді | Загальний |
| ----- | ---------------------- | ---------- | -------------- | ----- | --------- | --------- |
| 1992  | Кубок КАФ              | 1          | Мбонго Спортс  | 0-2   | 0-3       | 0-5       |
| 2014  | Кубок Конфедерації КАФ | Попередній | Петру Атлетіку | 2-0   | 0-3       | 2-3       |